# Киннунен, Лео
Ле́о Ю́хани Ки́ннунен (фин. Leo Juhani Kinnunen, 5 августа 1943 года, Тампере — 26 июля 2017) — финский автогонщик, участник чемпионата мира по автогонкам в классе Формула-1. Первый финский гонщик Формулы-1 и последний гонщик, вышедший на старт в открытом шлеме . Победитель гонки 24 часа Дайтоны 1970 года (совместно с Педро Родригезом и Брайаном Редманом). Также принимал участие на финских этапах чемпионата мира и Европы по ралли.

## Биография
В 1960-е годы соревновался в Финляндии в различных видах гонок формул и серийных автомобилей. В 1970 году одержал четыре победы в чемпионате мира спортивных автомобилей, выступая на автомобилях Porsche в экипаже с Педро Родригесом. В 1971-1973 годах трижды становился победителем Интерсерии, проводившейся в классе спортивных автомобилей. В 1974 году команда AAW Racing Team, за которую Киннунен выступал в гонках спортивных автомобилей, арендовала автомобиль Surtees и заявила его в чемпионат мира «Формулы-1». В шести стартах сезона 1974 Киннунен не смог пройти квалификацию и лишь в Швеции сумел квалифицироваться на предпоследнем месте, а в гонке сошёл уже на восьмом круге из-за поломки двигателя. Также в 1974 году он один раз стартовал в Интерсерии на автомобиле «Порше-917/30», одержал победу и занял шестое место в итоговом зачёте Интерсерии. В 1975-1977 годах Киннунен без особого успеха участвовал в чемпионате мира спортивных автомобилей, после чего завершил гоночную карьеру.

## Результаты гонок в Формуле-1
| Легенда к таблице |                                                                    |
| --- | ------------------------------------------------------------------ |
| В таблице перечислены результаты всех Гран-при Формулы-1, в которых принимал участие гонщик. Строками таблицы являются сезоны, столбцами — этапы чемпионата мира. В каждой клетке указаны сокращённое название этапа и результат, дополнительно обозначенный цветом. Расшифровка обозначений и цветов представлена в нижеследующей таблице. |                                                                    |
| \| Пример \| Описание \| \| ------------ \| ------------------------------------------------------------------ \| \| 1 \| Победитель \| \| 2 \| Второе место \| \| 3 \| Третье место \| \| 5 \| Финишировал, заработав очки \| \| Сход \| Не финишировал, но при этом заработал очки \| \| 12 \| Финишировал, не получив очков \| \| НКЛ \| Финишировал, но не попал в финальную классификацию \| \| 15 \| Участвовал вне зачёта, либо по отдельной классификации \| \| 18 \| Не финишировал, но попал в финальную классификацию \| \| Сход \| Не финишировал \| \| НКВ \| Не прошёл квалификацию \| \| НПКВ \| Не прошёл предквалификацию \| \| ДСК \| Дисквалифицирован \| \| ИСК \| Исключён из протокола соревнований \| \| ТТ \| Заявлен для участия только в тренировках \| \| НС \| Участвовал в квалификации, но не стартовал в гонке \| \| Т \| Травмирован или болен \| \| ОТК \| Отказ от участия \| \| НТР \| Прибыл на соревнования, но на трассу не выезжал \| \| НПР \| Был заявлен в числе участников, но не прибыл к началу соревнований \| \| О \| Соревнования отменены \| \| \| Не участвовал \| \| Поул-позиция \| \| \| Быстрый круг \| \| |                                                                    |
| Пример | Описание                                                           |
| 1 | Победитель                                                         |
| 2 | Второе место                                                       |
| 3 | Третье место                                                       |
| 5 | Финишировал, заработав очки                                        |
| Сход | Не финишировал, но при этом заработал очки                         |
| 12 | Финишировал, не получив очков                                      |
| НКЛ | Финишировал, но не попал в финальную классификацию                 |
| 15 | Участвовал вне зачёта, либо по отдельной классификации             |
| 18 | Не финишировал, но попал в финальную классификацию                 |
| Сход | Не финишировал                                                     |
| НКВ | Не прошёл квалификацию                                             |
| НПКВ | Не прошёл предквалификацию                                         |
| ДСК | Дисквалифицирован                                                  |
| ИСК | Исключён из протокола соревнований                                 |
| ТТ | Заявлен для участия только в тренировках                           |
| НС | Участвовал в квалификации, но не стартовал в гонке                 |
| Т | Травмирован или болен                                              |
| ОТК | Отказ от участия                                                   |
| НТР | Прибыл на соревнования, но на трассу не выезжал                    |
| НПР | Был заявлен в числе участников, но не прибыл к началу соревнований |
| О | Соревнования отменены                                              |
| | Не участвовал                                                      |
| Поул-позиция |                                                                    |
| Быстрый круг |                                                                    |

| Сезон | Команда    | Шасси        | Двигатель | Ш | 1   | 2   | 3   | 4   | 5       | 6   | 7        | 8   | 9       | 10      | 11  | 12      | 13      | 14  | 15  | Место | Очки |
| ----- | ---------- | ------------ | --------- | - | --- | --- | --- | --- | ------- | --- | -------- | --- | ------- | ------- | --- | ------- | ------- | --- | --- | ----- | ---- |
| 1974  | AAW Racing | Surtees TS16 | Cosworth  | F | АРГ | БРА | ЮАР | ИСП | БЕЛ НКВ | МОН | ШВЕ Сход | НИД | ФРА НКВ | ВЕЛ НКВ | ГЕР | АВТ НКВ | ИТА НКВ | КАН | США | -     | 0    |

## Результаты в ралли

### Чемпионат Европы
| № | Сезон | Этап          | Штурман       | Автомобиль    | Результат |
| - | ----- | ------------- | ------------- | ------------- | --------- |
| 1 | 1972  | Ралли Арктики | Атсо Ахо      | Porsche 911 S | Победа    |
| 1 | 1979  | Ралли Арктики | Юсси Кууккала | Porsche 911 S | Победа    |

### Чемпионат мира
| № | Сезон | Этап            | Штурман  | Автомобиль             | Результат |
| - | ----- | --------------- | -------- | ---------------------- | --------- |
| 1 | 1973  | Ралли 1000 озёр | Атсо Ахо | Porsche Carrera        | 3 место   |
| 1 | 1974  | Ралли 1000 озёр | Атсо Ахо | Fiat 124 Abarth Rallye | 6 место   |